# Vaivase-Tai Football Club
Vaivase-Tai Football Club est un club samoan de football basé à Apia, la capitale du pays. C'est l'un des clubs les plus titrés des Samoa, avec sept titres de champion.

## Histoire
Le club est l'un des plus anciens de l'archipel, puisqu'il est fondé à Apia en 1964. Il domine le championnat samoan, dès son instauration avec quatre titres remportés lors des cinq premières éditions. Il en remporte trois autres par la suite, le dernier en 2022. Il partage le record de 7 titres de champions avec Lupe O le Soaga et Kiwi FC.
Vaivase-Tai n'a à l'heure actuelle jamais pris part à la Ligue des champions de l'OFC. En 2007, après son 6e titre de champion, il aurait pu être qualifié mais les Samoa n'avait à ce moment-là pas d'équipe engagée et en 2023, c'est le 3e du championnat, Lupe o le Soaga qui participe à la compétition continentale.
Le club dispose également d'une section féminine qui n'a encore jamais remporté le championnat national.

## Palmarès
- Championnat des Samoa (7) :
  - Vainqueur en 1979, 1980, 1981, 1983, 1998, 2006, 2022